# Onthophagus auriculatus
Onthophagus auriculatus là một loài bọ cánh cứng trong họ Bọ hung (Scarabaeidae).